# Gedenkteken aan Keizer en Koning Frans Jozef I
Het Gedenkteken aan Keizer en Koning Frans Jozef I, (Duits: Gedenkzeichen an Kaiser und König Franz Joseph I) was een Oostenrijks-Hongaarse onderscheiding.
Stichter van deze ook wel als Kaiser Franz Joseph Gedenkzeichen aangeduide onderscheiding was Frans Jozefs achterneef en opvolger keizer Karel I van Oostenrijk. Zoals gewoonlijk geschiedde de instelling in een "Handschreiben", dit document is op 22 juli 1918 gedateerd. Het bepaalt dat het kruis zonder aanzien van "geslacht, rang of stand" zou worden uitgereikt. Er zijn desondanks twee klassen. Vereist waren drie jaren dienst in de Oostenrijkse of Hongaarse hofhouding en de decorandus moest 21 jaar oud zijn.
Het handschrijven spreekt van de "erkenning van hun opvallend trouwe dienst".
De kring van gerechtigden was vrij groot, in de literatuur wordt over 5000 personen gesproken. Velen daarvan werden vanwege de snel verslechterende oorlogssituatie en de politieke en economische problemen nooit gedecoreerd. De Ie Klasse zou voor de "hofchargen" en de officieren bestemd zijn. Anderen zoals "unterbeamte" en "Hausoffizieren" kwamen voor de IIe Klasse in aanmerking.
De gerechtigden die hun kruis nog niet hadden ontvangen konden zich na de val van de monarchie in november 1918 voor 46 kronen of 28 kronen zelf een Frans Jozef-kruis aanschaffen. De beheerders van de door de republiek Oostenrijk in beslag genomen hofeigendommen ("Das Hof-Ärar") verwezen desgevraagd naar Prof. Marschall. Deze prijzen waren voor die tijd vrij hoog.
Vooral voor het lagere personeel was de prijs van de gedenktekens te hoog. Zij zagen er vaak van af om zelf een dergelijk versiersel te kopen. Oostenrijk was nu een republiek en er waren niet veel gelegenheden meer om een dergelijk kruis te dragen. Het verzilverde kruis der Ie Klasse is dan ook zeldzamer dan het vergulde kruis der Ie Klasse. Dat bracht niet al te eerlijke antiquairs ertoe om de vergulde exemplaren alsnog te laten verzilveren.

## Het kruis
De eerste besluiten over een in te stellen gedenkteken werden al snel na de troonopvolging genomen. Zij dateren van 30 november 1916 en gingen uit van een onderscheiding in één enkele graad. Omdat de ontwerpen steeds weer werden herzien kwam er pas op 22 juni 1918 een definitief en goedgekeurd ontwerp.
De onderscheiding die herinnert aan de in 1830 geboren en op 21 november 1916 gestorven keizer en koning Frans Jozef I van Oostenrijk is een kruis pattée dat zonder lint, als een steckkreuz gedragen werd. In het centrale medaillon is een naar rechtsgewend portret van de oude keizer afgebeeld. Op het medaillon staat links "FRANZ JOSEPH I". Op de ring staat in iets verdiepte en bruingemaakte letters de tekst "IN MEMORIAM 1848 - 1916" waarmee de lange regeringsperiode van Frans Jozef I is bedoeld. In de armen van het kruis zijn viermaal vijf stralen gelegd. De randen van het kruis zijn versierd met een motief van lauweren. Het kruis werd door Rudolf Marschall in Wenen ontworpen en gefabriceerd en meet 51,6 bij 51,6 millimeter. De achterzijde van het kruis is glad en onbewerkt en de pin waarmee het medaillon is vastgezet is duidelijk te zien. Sommige kruisen der IIe Klasse zijn op de achterzijde door Prof. Marschall gesigneerd. De achterkant biedt plaats aan een bewegelijke pin en een beugel waarmee het kruis op de kleding werd vastgespeld.
Het kruis werd in twee klassen uitgereikt:
- Eerste Klasse; een kruis samengesteld uit verguld bronzen en ijzeren delen. Het ijzer is gepatineerd. Het kruis weegt 51,6 gram.
- Tweede Klasse; een verzilverd bronzen kruis. Het kruis weegt 34,5 gram.

Er zijn kleine verguld zilveren miniaturen van het Kruis der Ie Klasse bekend. Deze zijn 16,6 millimeter hoog en 14,4 millimeter breed.
De catalogus waarin prof. Marschall zijn producten op 23 januari 1919 aanbiedt vermeldt Gedenktekens aan keizer en koning Frans Jozef I met uiteenlopende prijzen. Er zijn massief zilveren, verzilverde en in oorlogsmetaal uitgevoerde kruisen bekend. Er is ook een uit één stuk wit oorlogsmetaal gefabriceerd kruis bekend. Helmut-Theobald Muller trekt daaruit de conclusie dat men zich bij de fabricage van de onderscheidingen niet aan de bepalingen van keizer Karel heeft gehouden.